# 西氏擬隆頭魚
西氏擬隆頭魚（学名：Pseudolabrus sieboldi），又名紅礫仔;竹葉鸚鯛、赤貓、粗鱗沙、日本擬隆頭魚，为輻鰭魚綱鱸形目隆頭魚亞目隆頭魚科擬隆頭魚屬下的一个种，分布於西北太平洋的日本海域，棲息深度2-5公尺，生活習性不明。

## 扩展阅读
- 維基物種上的相關：西氏擬隆頭魚